# Ōzu
Pour les articles homonymes, voir Ozu.
Ōzu (大洲市, Ōzu-shi) est une ville située dans la préfecture d'Ehime au Japon.

## Géographie

### Situation
Ōzu est située dans la région de Nanyo, dans l'ouest de l'île de Shikoku, au bord de la mer intérieure de Seto. Elle est entourée par les villes de Yawatahama, Seiyo, Iyo et le bourg d'Uchiko.

### Démographie
En avril 2022, la population de la ville d'Ōzu était de 40 755 habitants, répartis sur une superficie de 432,22 km2.

### Hydrographie
Ōzu est située dans le bassin versant du fleuve Hiji.

## Histoire
Ōzu est une ancienne jōkamachi, ou ville-château, siège du domaine d'Ōzu pendant l'époque d'Edo.
La ville moderne d'Ōzu a été créée le 1er septembre 1954 de la fusion du bourg d'Ōzu avec les villages de Hirano, Awazu, Miyoshi, Kamisukai, Minamikum, Sugeta, Niiya, Yanagisawa et Ōkawa.

## Culture locale et patrimoine

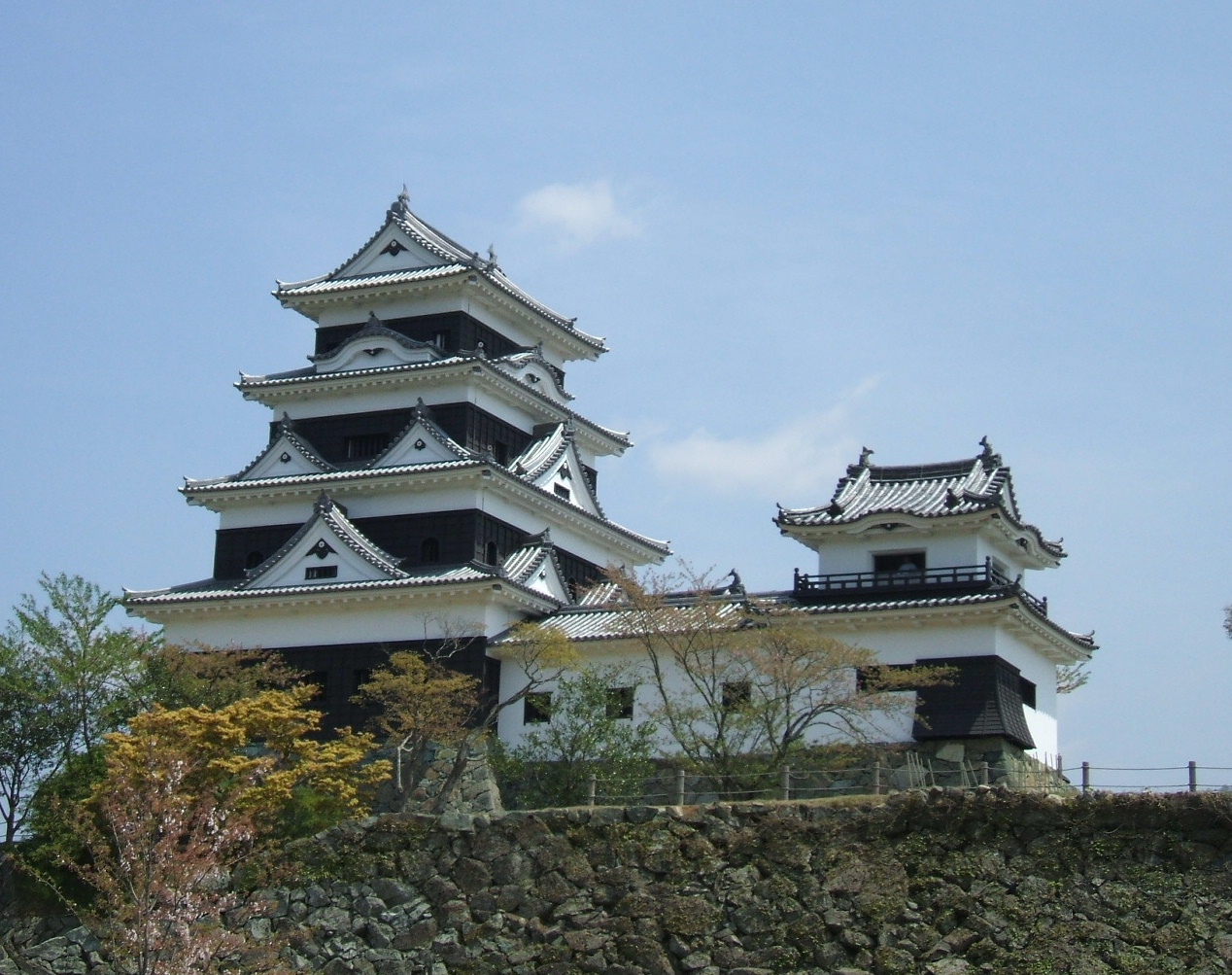
Château d'Ōzu.

La ville d'Ōzu est surnommée « petite Kyōto d'Iyo » car elle préserve de nombreuses constructions anciennes et fut le berceau d'une culture sophistiquée, à l'image de l'ancienne capitale impériale. Parmi son patrimoine on trouve :
- le château d'Ōzu (大洲城, Ōzu-jō?). Quatre de ses tours furent déclarées en 1957 bien culturel important du Japon ;
- le Garyū sansō (臥龍山荘?), pavillon de thé et maison de villégiature avec un somptueux jardin, bien culturel important depuis 2016 ;
- le temple Nyohō (如法寺, Nyohō-ji?), temple bouddhiste appartenant à l'école Rinzai fondé en 1669 par le moine Bankei (盤珪永琢, Bankei Yōtaku?) et Katō Yasuoki, deuxième daimyo du domaine d'Ōzu (clan Katō). Il est classé bien culturel important depuis 1992. Sa salle de médiation zen compte une image de Siddhartha Gautama (釈迦如来像, Shakanyorai-zō?), flanquée par des tatamis surélevés, disposition assez inhabituelle dans les espaces destinés au zazen (座禅?) ;
- le pont basculant de Nagahama (長浜大橋, Nagahama ōhashi?), bien culturel important depuis 2014. Complété en 1935, il est le plus ancien pont basculant du Japon toujours en activité. Des traces de projectiles de l'armée américaine sont toujours visibles.

## Transports
Ōzu est desservie par la ligne Yosan de la JR Shikoku.